# Vogelkopf (Kocheler Berge)
Der Vogelkopf ist ein 1210 m ü. NHN hoher Berg auf dem Gebiet der Gemeinde Wackersberg, südlich von Bad Tölz in Bayern.
Er kann als Bergwanderung von Arzbach aus erreicht werden, am Ende weglos. Der Gipfel selbst ist bewaldet und bietet wenig Aussicht.

## Galerie

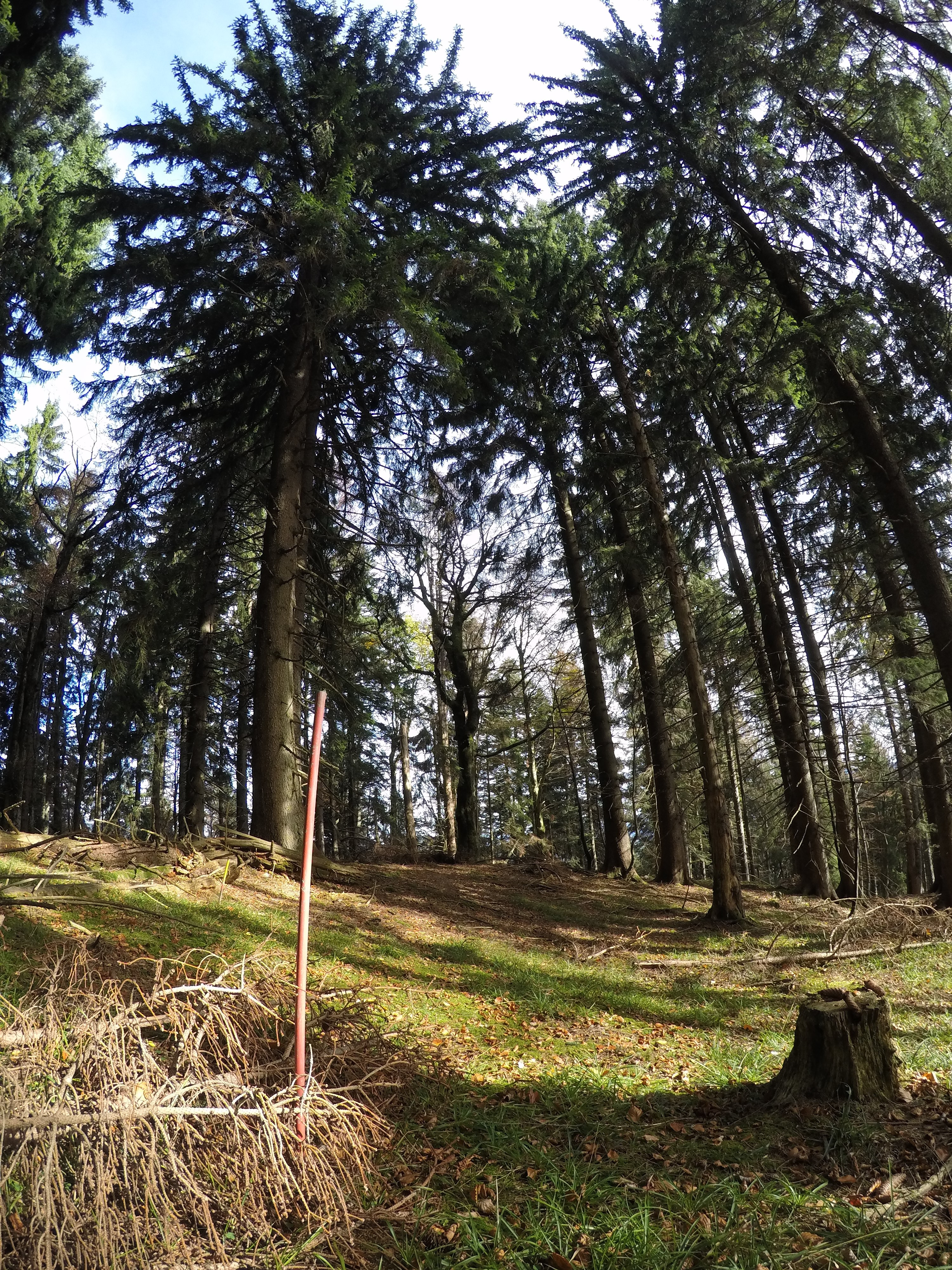
Am höchsten Punkt des Vogelkopfes